# Paulina Peda
Paulina Peda (ur. 18 marca 1998 w Chorzowie) – polska pływaczka, mistrzyni Europy w sztafecie 4 × 100 m stylem zmiennym i rekordzistka Polski, olimpijka z Tokio (2021).

## Życiorys
Jest zawodniczką AZS-AWF Katowice.

### Starty międzynarodowe
Podczas światowych wojskowych igrzysk sportowych w 2019 zdobyła brązowy medal w sztafecie żeńskiej 4 x 100 metrów stylem zmiennym (z Alicją Tchórz, Aleksandrą Iwanowską i Aleksandrą Polańską. Na mistrzostwach Europy seniorów w 2021 zajęła 7. miejsce w sztafecie mieszanej 4 x 100 metrów stylem zmiennym. W tej samej konkurencji wystąpiła także podczas igrzysk olimpijskich w Tokio (2021), ale polska sztafeta została zdyskwalifikowana za błąd podczas wykonywania zmiany.

### Mistrzostwa Polski i rekordy Polski
W 2020 zdobyła złoty medal zimowych mistrzostw Polski w wyścigu na 100 metrów stylem grzbietowym. W 2021 została indywidualną mistrzynią Polski na basenie 50-metrowym w wyścigach na 100 metrów stylem motylkowym i 100 metrów stylem grzbietowym. 
2 maja 2021, w zwycięskim wyścigu na mistrzostwach Polski poprawiła rekord Polski na 100 metrów stylem grzbietowym na basenie 50-metrowym, osiągając wynik 1:00,34. Jest też klubową rekordzistką Polski w sztafecie 4 x 100 metrów stylem dowolnym na basenie 50-metrowym (3:42,87 – 16.05.2019) oraz klubową rekordzistką Polski w sztafecie mieszanej 4 x 50 metrów stylem zmiennym na basenie 25-metrowym (1:40,51 – 19.12.2018)
Na mistrzostwach Polski seniorów na basenie 50-metrowym zdobyła łącznie 12 medali, w tym 2 złote indywidualnie:
- 50 metrów stylem motylkowym: 3 m. (2018)
- 100 metrów stylem motylkowym: 2 m. (2018, 2019), 1 m. (2021)
- 100 metrów stylem grzbietowym: 3 m. (2019), 1 m. (2021)
- 200 metrów stylem grzbietowym: 3 m. (2021)
- 4 x 100 metrów stylem dowolnym: 2 m. (2018), 1 m. (2019)
- 4 x 100 metrów stylem zmiennym: 2 m. (2018, 2021)
- 4 x 100 metrów stylem zmiennym (mieszana): 1 m. (2019)

Na zimowych mistrzostwach Polski seniorów zdobyła łącznie 24 medale, w tym 1 złoty indywidualnie:
- 100 metrów stylem motylkowym: 2 m. (2018), 3 m. (2017, 2019, 2020)
- 100 metrów stylem grzbietowym: 1 m. (2020), 2 m. (2019), 3 m. (2018)
- 200 metrów stylem grzbietowym: 2 m. (2019)
- 4 x 50 metrów stylem zmiennym: 2 m. (2020), 3 m. (2016, 2017, 2018)
- 4 x 50 metrów stylem dowolnym (mieszana): 3 m. (2014, 2020)
- 4 x 50 metrów stylem zmiennym (mieszana): 1 m. (2017, 2018), 3 m. (2016, 2019)
- 4 x 100 metrów stylem dowolnym: 1 m. (2018), 2 m. (2017, 2019), 3 m. (2020)
- 4 x 100 metrów stylem zmiennym: 2 m. (2018), 3 m. (2020)